# The Long Days of Summer
Pour plus de détails, voir Fiche technique et Distribution.
The Long Days of Summer est un téléfilm américain de Dan Curtis diffusé le 25 mai 1980 sur ABC.
Le téléfilm a été diffusé dans les années 1980 à la télévision française. Il s'agit de la suite de Suspect d'office.

## Synopsis
Bridgeport, Connecticut, été 1938. Alors que la population s'enflamme pour le prochain combat de boxe opposant Joe Louis à son challenger allemand, le jeune Daniel Cooper doit aussi affronter dans un combat Freddy Landauer, le fils d'une famille bigote et raciste. Ed Cooper qui doit recevoir un politicien de confession juive venu aux États-Unis pour parler de la menace nazie découvre l'antisémitisme dans sa communauté.

## Fiche technique
- Titre original : The Long Days of Summer
- Réalisation : Dan Curtis
- Scénario : Lee Hutson d'après une histoire de Hindi Brooks et Lee Hutson
- Montage : Bernard Gribble
- Directeur de la photographie : Charles Correll
- Décors : Trevor Williams
- Musique : Walter Scharf
- Producteurs : Lee Hutson et Joseph Stern
- Producteur exécutif : Dan Curtis
- Compagnie de Production : Dan Curtis Productions
- Compagnie de distribution : ABC
- Genre : Drame
- Pays :  États-Unis
- Durée : 100 minutes[1]
- Date de diffusion :
  -  États-Unis : 25 mai 1980[1]

## Distribution
- Dean Jones : Ed Cooper
- Joan Hackett : Millie Cooper
- Ronnie Scribner : Daniel Cooper
- Louanne : Sarah Cooper
- Donald Moffat : Josef Kaplan
- Andrew Duggan : Sam Wiggins
- David Baron : Freddy Landauer Jr.
- Michael McGuire : lieutenant O'Hare
- Lee De Broux : Fred Landauer Sr.
- Baruch Lumet : le rabbin
- Leigh French : Frances Haley
- John Karlen : Duane Haley
- Dave Shelley : Tom Wade
- Josepg G. Medalis : entraîneur Dowd
- Stephen Robert : Franklin D. Roosevelt
- Adam Gunn : Howie Martin
- Dan Appel : Dave Zimmer
- Tiger Williams : Charlie Wilson
- Brian Andrews : Marty Albert
- Gloria Calomee : Clementine
- Richard Reicheg : Bill Elliott
- Paula Brook : June Riley